# 나카야 가즈히로
나카야 가즈히로(일본어: 中谷 一博, 1979년 2월 13일~)는 일본의 남성 성우이다.